# Opéra de Tbilissi
L'opéra de Tbilissi ou officiellement théâtre géorgien d'opéra et de ballet Paliachvili (en géorgien: თბილისის ზაქარია ფალიაშვილის სახელობის სახელმწიფო ოპერისა და ბალეტის თეატრი; en russe : Грузинский театр оперы и балета им. Палиашвили) est la principale salle de ballet et d'opéra de Tbilissi, capitale de la Géorgie. Il a été fondé en 1851, du temps de l'Empire russe. Il se trouve avenue Roustavéli.

## Historique

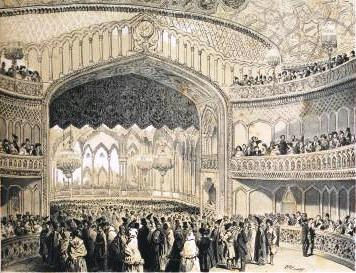
Inauguration de l'opéra de Tiflis en avril 1851.

Il est construit en 1851 par l'Italien Giovanni Scudieri. L'inauguration de l'opéra de Tiflis (ancien nom de Tbilissi) est relatée par L'Illustration, le 25 octobre 1851, avec la représentation de l'œuvre de Donizetti, Lucia di Lammermoor. L'édifice brûle le 11 octobre 1874. Il est reconstruit, puis totalement réédifié en 1896 dans le même style orientaliste ou mauresque, selon les dessins de Viktor Schröter. Les abonnements sont réservés en priorité à l'aristocratie locale, ainsi qu'aux fonctionnaires et militaires et à la bourgeoisie de Tiflis. La saison s'ouvre en 1896 avec l'opéra de Glinka, Une vie pour le tsar. Avec la disparition de l'Empire russe et l'avènement du pouvoir soviétique dans les années 1920, le théâtre devient progressivement le principal lieu de rayonnement de la musique nationale classique en RSS de Géorgie. Le compositeur géorgien Zakaria Paliachvili y monte pour la première fois ses opéras : Abessalom et Eteri en 1919 et Daïssi en 1923 ; Victor Dolidzé crée ici son Keto et Koté en 1919, ainsi que d'autres compositeurs comme Balantchivadzé (1862-1937) pour leurs opéras ou Tsintsadzé (1925-1991) pour leurs ballets. Le metteur en scène et directeur artistique soviétique Sergueï Kobouladzé (1908-1979) y a laissé son empreinte dans les années d'après-guerre.
L'opéra prend le nom de Paliachvili en 1937 et reçoit aussi l'ordre de Lénine.

## Troupe
De l'origine à 1880, la troupe permanente de l'opéra est surtout constituée d'artistes italiens. Elle est remplacée par des artistes russes et géorgiens dans les années 1880. Le ténor Ivan Saradjichvili (1879-1924) y connaît des heures de gloire, ainsi que la soprano Varvara Zaroudnaïa (1857-1939), le baryton Leonid Iakovlev (1858-1919) ou encore le ténor Dmitri Oussatov (1847-1913). Le grand soliste David Badridzé s'illustre dans les années 1920-1940 et le grand ténor lyrique Sergueï Lemechev s'y produit dans les années 1920 jusqu'en 1931 avant de lancer sa carrière à Moscou. David Gamrekeli (1911-1977) y chante entre 1935 et 1944. La ballerine Nina Ramichvili (1910-2000) y poursuit toute sa carrière.

## Période contemporaine
Le théâtre a reçu dans les années 1980/1990 de grands artistes étrangers, comme Montserrat Caballé et José Carreras; mais il a connu des heures difficiles à cause de la situation socio-économique. Des initiatives récentes tentent de lui redonner un certain lustre.

## Galerie d'images

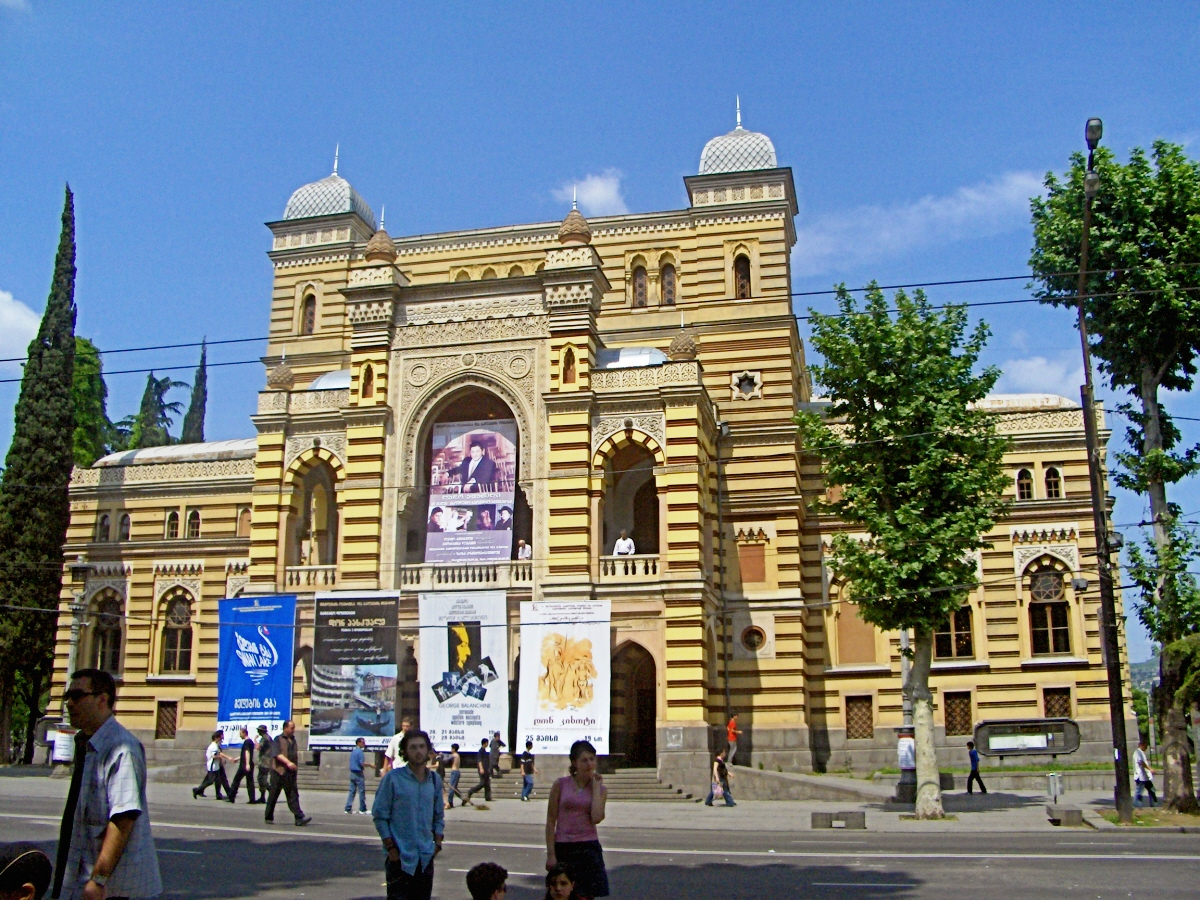
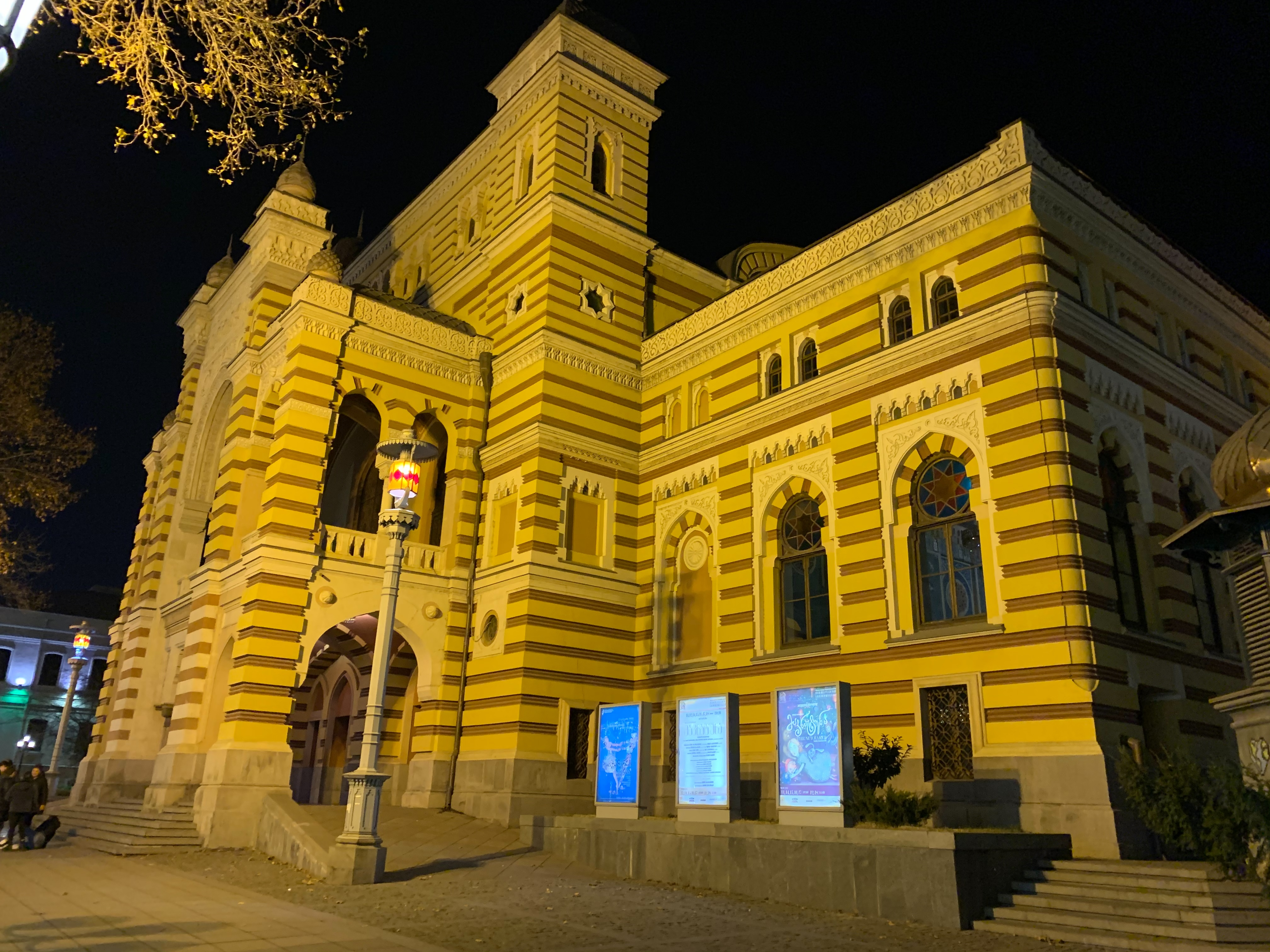
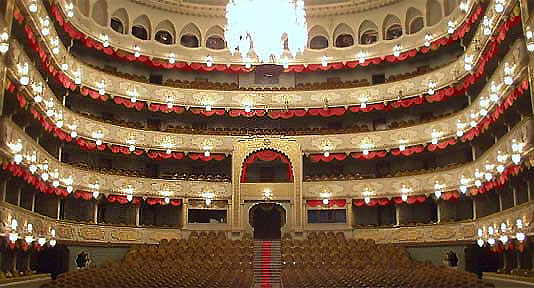
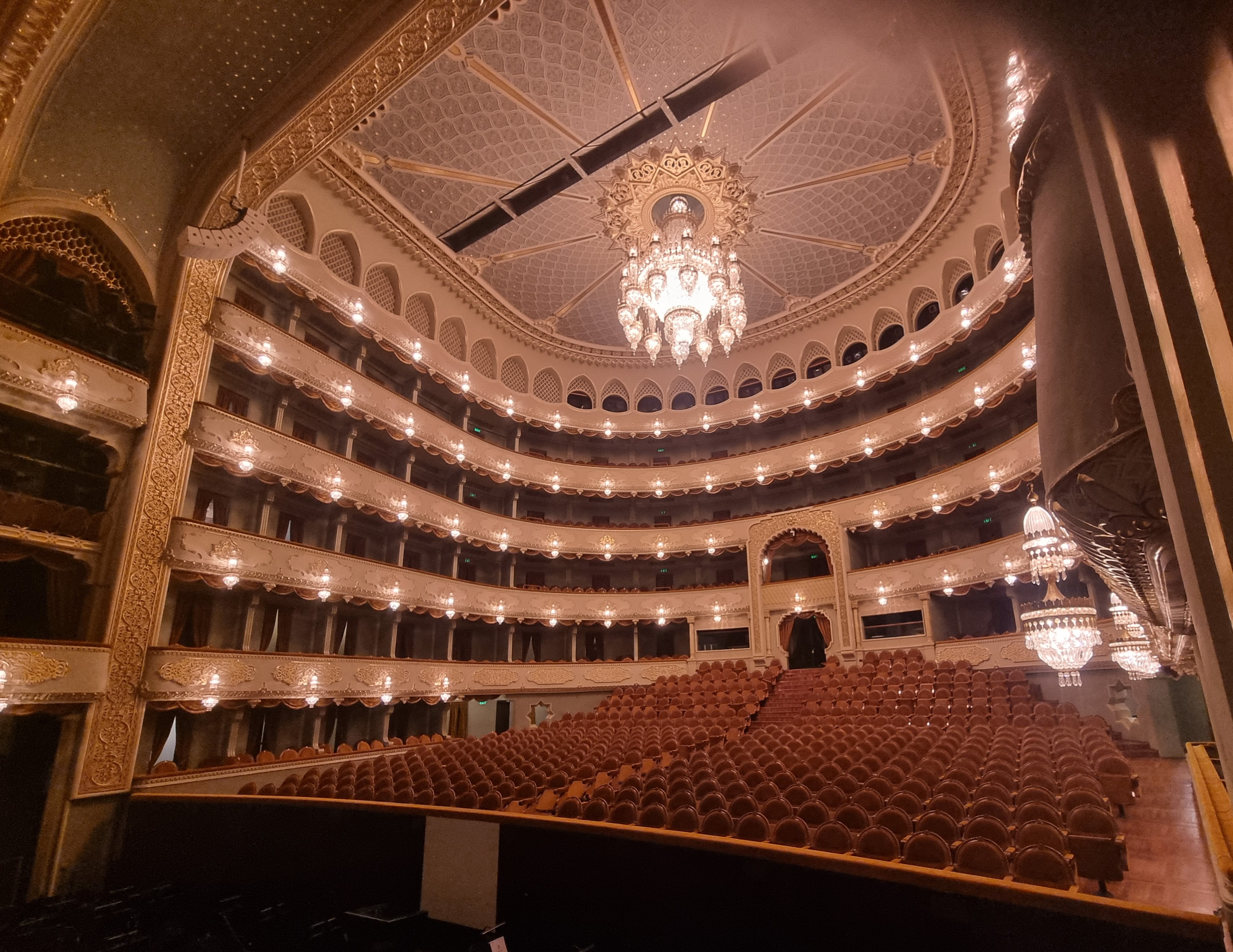
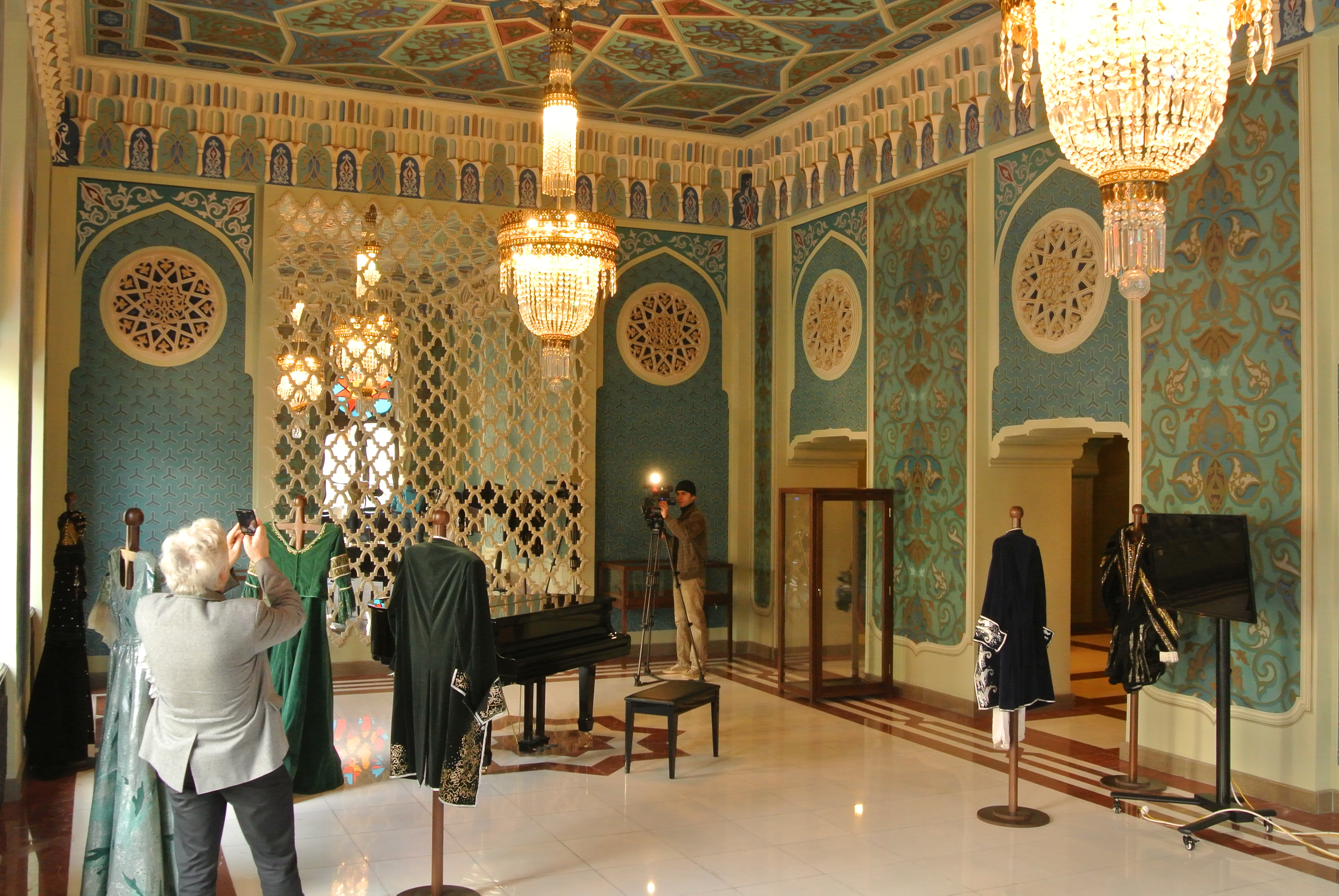

## Source
- (ru) Cet article est partiellement ou en totalité issu de l’article de Wikipédia en russe intitulé « Грузинский театр оперы и балета им. Палиашвили » (voir la liste des auteurs).